# Karlatornet

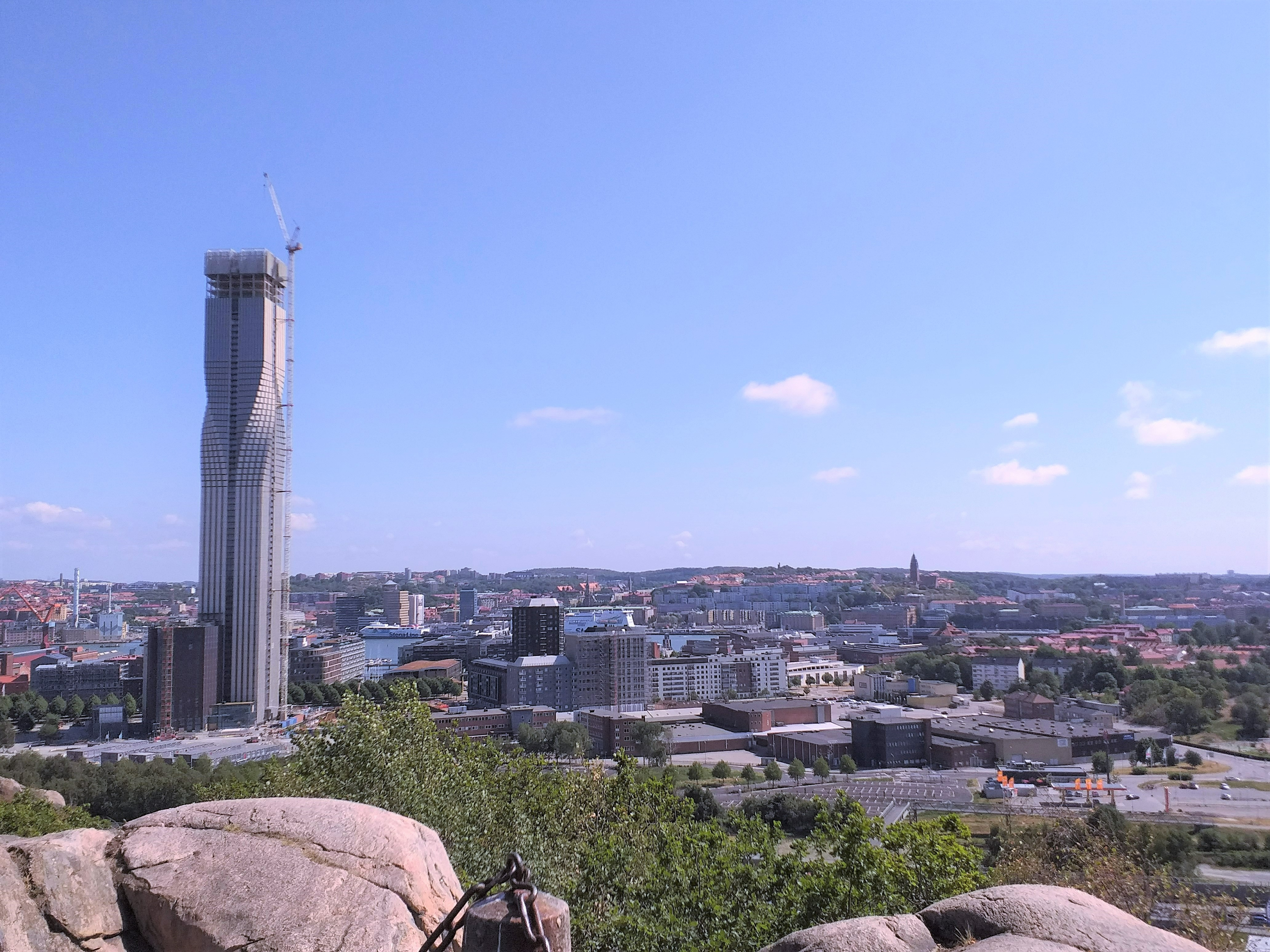
Karlatornet in aanbouw 2023

Karlatornet (De Karlatoren) is wolkenkrabber in de Zweedse stad Göteborg.
Het bouwwerk is met een hoogte van 246 meter (74 verdiepingen) de hoogste woontoren van de Noordse landen. De wolkenkrabber maakt deel uit van de nieuwe wijk Karlastaden en de bouw duurde van 2019 tot 2024. De toren omvat een hotel, een uitkijkrestaurant, een spa en ongeveer 600 appartementen.